# Frente de Liberación de Bretaña
El Frente de Liberación de Bretaña (bretón Talbenn Diebiñ Breizh) fue un grupo terrorista secesionista de Bretaña, fundado en 1966 por una escisión de Emsav. Reclamaba el establecimiento de los fueros y derechos de Bretaña anteriores al Tratado Franco-Bretón de 1532, se manifestaba como partidario de la lucha de clases, del celtismo y del europeísmo. 

## Orígenes
Los dirigentes eran Yann Fouére, Yann Puillandre y Yann Goulet. Fueron detenidos durante un tiempo, pero recibieron apoyo de algunos círculos independentistas y nacionalistas del resto de Europa (Escocia, Flandes e Irlanda). Poco después, en 1968, se fundaría su sección armada, llamada Armée Revolutionnaire Breton o Armée Republicaine Breton (ARB), con la intención de separar el frente político del militar, y que entre 1966 y 1969 realizaría un total de 33 atentados contra lo que ellos consideraban “intereses coloniales franceses” sin derramamiento de sangre, ni robos de explosivos. Reclutaron personal de procedencia bastante diversa, y parece ser que la unidad interna era más teórica que real, a pesar del estilo militar de la organización. Su doctrina política era confusa, sobre todo merced los esfuerzos del Comité National de la Bretagne Libre, creado en Dublín por Yann Goulet, antiguo militante del Partido Nacional Bretón, y que servía de buzón de los comunicados de la organización. 

## Primeras acciones
El grupo se estrenaría inmediatamente con una acción famosa como fue la dinamitación del repetidor de televisión en Arré y Pré-en-Pail, que dejaría gran parte de la Baja Bretaña sin recepción de televisión durante una buena temporada, y el 24 de noviembre repetirían la acción dinamitando una oficina de recaudación de impuestos en Saint-Brieuc y Lorient. Todos los atentados eran reivindicados con un comunicado que acababa así: combattons les abus des fonctionnaires français en Bretagne avec le FLB.
En mayo de 1968 suspendió unilateralmente las acciones cuando el Gobierno francés ofreció una solución regionalista para toda Francia, a la vez que afirmaban que lo que quería Francia no era imponer un socialismo estatalista, burocrático, autoritario e imperialista, sino sustuir el capitalismo privado por un capitalismo estatalista igualitario y opresor. Pero entre noviembre de 1968 y enero de 1969, con motivo de la visita a Bretaña del presidente Charles de Gaulle, el ministro de cultura francés, René Pleven, inició una ola represiva contra los militantes del FLB, que sufrirían un fuerte golpe cuando arrestaron 60 militantes del grupo, acusados de poner explosivos en Nantes, Quimper y Saint-Brieuc, y les incautaron numerosos explosivos y literatura subversiva. Entre los detenidos del 23 de gener de 1969 estaban Jean Guillouzic (62 años), Lucien Divard (64 años) antiguo militar para entonces librero, su hermano Lionel (58 años) ingeniero industrial, y Jean Bothorel (1940). Fueron acusados de las explosiones en Provins, Louveciennes i Auverneaux.
Poco después de las detenciones, los militantes supervivientes Gwenc'hlan Le Scouezec, Xavier Grall y Yann Choucq, con apoyo de algunos militantes de la UDB, fundarían la asociación Skoazell Breizh (Socorro Bretón, SV) con la idea de ayudar a las familias de los presos bretones, moral y financeramente, así como a los acusados, y también de coordinar las acciones en favor de los presos, como algunos festivales de música bretona (donde participaban gente como Glenmor, Alan Stivell y otros), a la vez que 300 sacerdotes bretones se manifestaban pidiendo la libertad. Fueron amnistiados en junio de 1969, pero poco después se fundó un Comité Revolutionnaire Breton, dirigido por M. Gifflot i Gw. Le Scouezec con la intención de refundar y relanzar el grupo.
En 1971 el grupo se reorganizó y bajo nuevas premisas pusieron bombas en Dinan, el 1 de abril de 1971 en las oficinas aduaneras de Saint-Malo, y en 1972 en Roazhon; a su vez, intentaron radicalizar la ideología del FLB tomando posturas más socialistas que nacionalistas. Pero sufrieron otro nuevo golpe muy duro en abril de 1972 cuando fueron arrestados 11 activistas. Por lo cual se crearon Comités de Soutien aux détenus du FLB durante el verano de 1972 con voluntad de hacer avanzar el movimiento nacionalista bretón sobre cuatro ejes principales:
- Ligar el movimiento bretón a la lucha de masas.
- Responder ojo por ojo a los ataques y a la supuesta arbitrariedad represiva del poder.
- Desarrollar las fuerzas anticapitalistas y anticentralistas de Bretaña
- Desarrollar la unidad popular bajo la dirección de obreros y agricultores conscientes y más decididos en la lucha.

Con estas premisas lograron un cierto número de militantes para el movimiento bretonista. Aparecería así en 1973 el Front de Liberation de Bretagne pour la Liberation Nationale et le Socialisme, pero pronto sería declarado ilegal a pesar de declararse partidario de seguir sólo con la lucha política. Sus dirigentes fueron arrestados el mismo año y más tarde se supo que el FLB-LNS era en realidad una iniciativa de agentes franceses infiltrados en el independentismo bretón. Por otro lado, el FLB destruyó con dinamita el repetidor de televisión de Roc'h Tredudon el 14 de febrero de 1974, dejando otra vez sin televisión toda la Baja Bretaña durante un mes, la cual cosa provocaría una nueva persecución contra el movimiento bretonista. Es destacar como el presentador del semanario en bretón en televisión Charles Le Gall, fue censurado por las autoridades cuando anunció la creación de una red de apoyo a las familias de los presos del FLB.
El 1975 el FLB uniría sus siglas a las del ARB, y continuarían atacando tanto a la Gendarmería francesa como a las empresas extranjeras hasta 1981, año en que el socialdemócrata Mitterrand llegó a la presidencia de la República Francesa y amnistió a los presos del ARB.
Hubo rebrotes de atentados nacionalistas a partir de 1985 y aún no está aclarada la posible participación de independentistas bretones en el robo de explosivos en 1999 en Plévin (junto a ETA) y en la explosión en un local de McDonald's que costó la vida a una trabajadora.
- Datos: Q2587029